# Маріанна Тарло
Маріанна Тарло з Потоцьких на Підгайцях (у першому шлюбі Яблоновська; бл. 1664—1749) — воєводина люблінська[уточнити] і володарка Винників (біля Львова) на початку XVIII ст.

## Життєпис
Представниця знатного польського магнатського роду Потоцьких герба Пилява. Батько — Фелікс Казимир Потоцький (1630—1702 рр.); мати — Кристина Любомирська (пом. 1669). Дід — Станіслав Ревера Потоцький.
У хроніках «Географічного словника королівства польського» згадується про Маріанну Потоцьку (Тарло), воєводину люблінську і володарку Винників. Каспер Несецький (релігійний, науковий та освітній діяч Речі Посполитої, історик, дослідник генеалогії та геральдики) на перших сторінках II тому «Корони польської…» (1738 р.) написав їй присвяту.
Влох Михайло у своєму збірнику описує період володіння Винниками Маріанною: "Вперше згадується про замок у Винниках де жила Мар'яна, і правдоподібно за її часів побудовано при дерев'яних фільваркових забудуваннях муровану палату, названу замком. Про Мар'яну у Винниках залишилися народні перекази й записи у Львівських хроніках. Найдавніші перекази про Винники відносяться якраз до часів Мар'яни. І так Магаляс Семен, уродженець Винники подав до нашого збірника таке оповідання: «Я їхав у поле „Під Дібровою“ через обійстя мого стрийка, де народився мій батько. Обійстя дотикає лісу „Діброви“. Тоді їхав зі мною мій старший брат Олекса й оповідав мені, за переказом бабуні віком понад 90 літ, що тут на краю лісу є вал. — Не бійся, коли б ти сам уночі туди переїжджав, бо можеш побачити кремезного пана на валі. Він прохожим нічого не робить і не звертає на нікого уваги. Він чекає на свого брата, якого він уб'є, щоб позбутися свого суперника. Обидва брати були синами власника замку. Був колись слід гробу того вбитого брата, а потім земля вирівнялася. Старші люди пам'ятають місце гробу. При „Діброві“ правдоподібно, крім оборонного валу, були ще додаткові укріплення з оборонною вежею. Переказ Семена Магаляса згадує про вал під „Дібровою“, що його молодше покоління вже не бачило, і дає підставу для археологічних дослідів. Братовбивство під „Дібровою“ кидає світло на даровизни Мар'яни…».
Брати:
- Міхал — Волинський воєвода, староста Красноставський, Сокальський
- Юзеф — староста Белзький, Ропчицький
- Станіслав Владислав — Белзький воєвода, староста Грубешівський
- Єжи — староста Тлумацький, Грабовецький

Маріанна двічі виходила заміж. Перший раз 1701 р. за Станіслава Кароля Яблоновського, який помер 1702 р. і цього ж року за Адама Петра Тарла. Сама ж Маріанна померла 1749 р. У хроніках «Географічного словника королівства польського» згадується про Маріанну Потоцьку (Тарло), воєводину люблінську і володарку Винників.
Дітей у шлюбах не мала.